# Deliochus zelivira
Deliochus zelivira is een spinnensoort uit de familie van de Phonognathidae.
De wetenschappelijke naam van de soort werd in 1887 gepubliceerd door Eugen von Keyserling.